# Punta de Siquén
La Punta de Siquén és una muntanya de 229 metres que es troba al municipi de Seròs, a la comarca catalana del Segrià.